# 4871 Riverside
4871 Riverside è un asteroide della fascia principale. Scoperto nel 1989, presenta un'orbita caratterizzata da un semiasse maggiore pari a 2,2578315 UA e da un'eccentricità di 0,1086404, inclinata di 2,89401° rispetto all'eclittica.